# 新撰朗詠集
《新撰朗詠集》是日本平安時代後期的漢詩集。
此書共上下兩卷，由藤原基俊編撰，約在鳥羽天皇時期（1135年之前）成書。
其內容和體裁模仿《和漢朗詠集》，同時收錄和歌和漢詩，所收漢詩450首，和歌203首，上卷分為春、夏、秋、冬四時之部，下卷為雜部，全書包括白居易、源順、菅原道真、大江以言、菅原文言等人的作品。